# Saint-Étienne-du-Vigan
 Saint-Étienne-du-Vigan  es una población y comuna francesa, situada en la región de Auvernia, departamento de Alto Loira, en el distrito de Le Puy-en-Velay y cantón de Pradelles.

## Demografía
| 235 | 228 | 194 | 134 | 110 | 110 |
| Para los censos de 1962 a 1999 la población legal corresponde a la población sin duplicidades (Fuente: INSEE [Consultar]) |     |     |     |     |     |